# Coeliccia dinoceras
Coeliccia dinoceras – gatunek ważki z rodziny pióronogowatych (Platycnemididae).